# 유니언역 (로스앤젤레스)
로스앤젤레스 유니언역(영어: Los Angeles Union Station, 약칭 LAUS)은 캘리포니아주 로스앤젤레스의 주요 철도역이자 미국 서부 최대의 여객 터미널이다. 1939년 5월에 라그랜드 역(La Grande Station)과 센트럴 역(Central Station)을 대체하는 로스앤젤레스 유니언 여객 터미널(Los Angeles Union Passenger Terminal)로 개장했다.
1926년 논란이 되었던 투표 법안에서 승인되고, 1930년대에 건설됨에 따라 유니언 퍼시픽, 산타페, 서던 퍼시픽 철도를 하나의 터미널 역으로 통합하는 역할을 수행했다. 역 구조물은 아르 데코, 미션 리바이벌, 스트림라인 모던 건축 양식을 결합했다. 1980년에 미국 국립사적지에 등록되었다.
오늘날, 이 역은 서던캘리포니아의 주요 환승센터로서, 하루에 약 110,000명의 승객을 지원한다. 암트랙에서 5번째로 혼잡한 역이자, 미국 서부에서 가장 혼잡한 역이다. 시애틀행 코스트 스타라이트(Coast Starlight), 시카고행 사우스웨스트 치프(Southwest Chief), 텍사스 이글(Texas Eagle), 뉴올리언스행 선셋 리미티드(Sunset Limited)의 4개의 암트랙 장거리 열차가 이 역에서 시종착한다. 캘리포니아주에서 지원하는 암트랙 캘리포니아의 퍼시픽 서프라이너(Pacific Surfliner) 지역 열차는 샌디에고 외에 샌타바버라, 샌루이스오비스포(San Luis Obispo)까지 자주 운행한다. 이 역은 메트로링크 통근 열차의 주요 환승지점이며 지하철 및 경전철 노선이 여러 곳에서 제공된다.
역 동편의 팻사우라스 트랜싯 프라자는 메트로 및 기타 여러 시영 교통회사가 운영하는 수십 개의 버스 노선을 제공한다.

## 위치

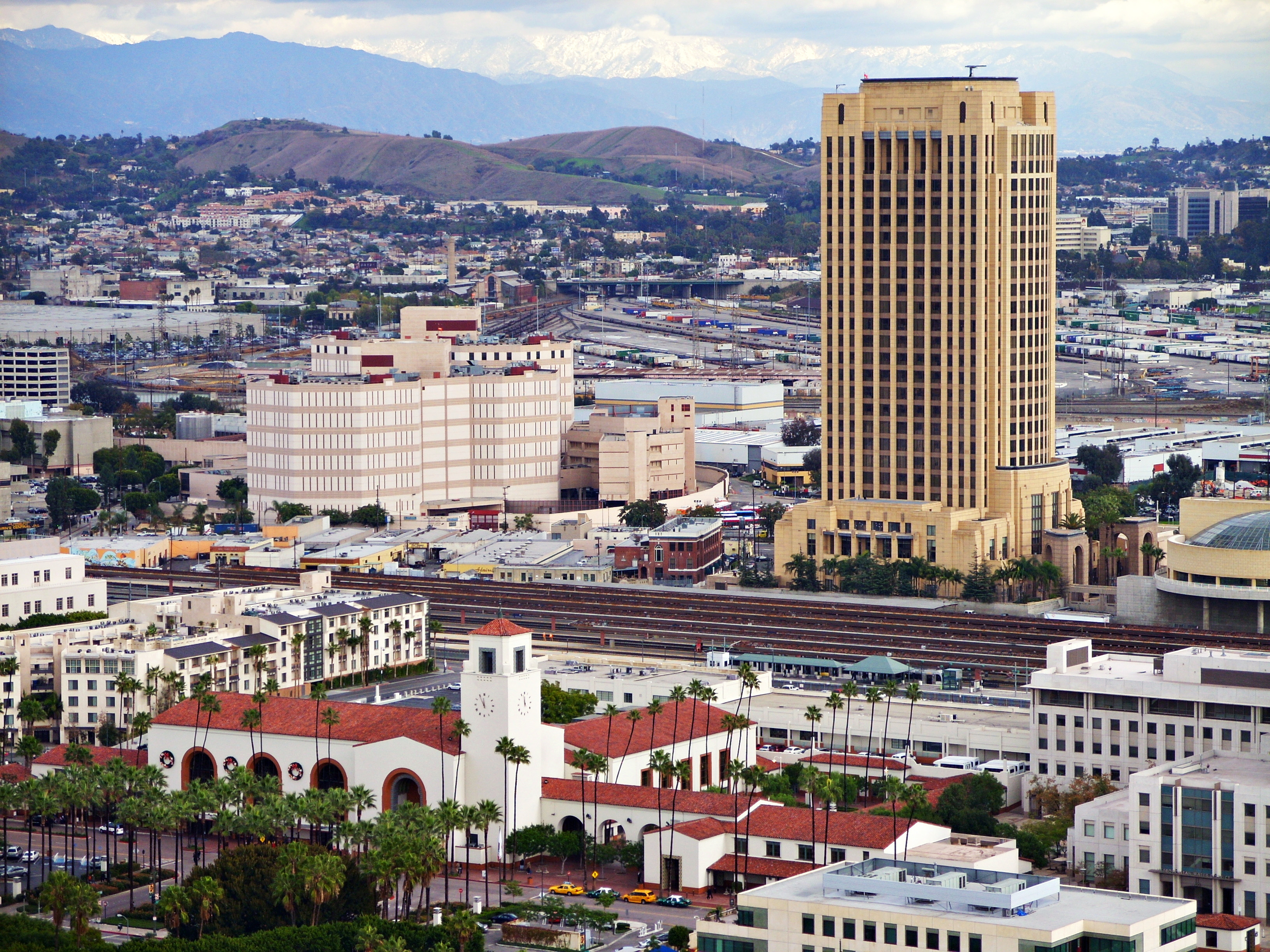
유니언역과 MTA 빌딩

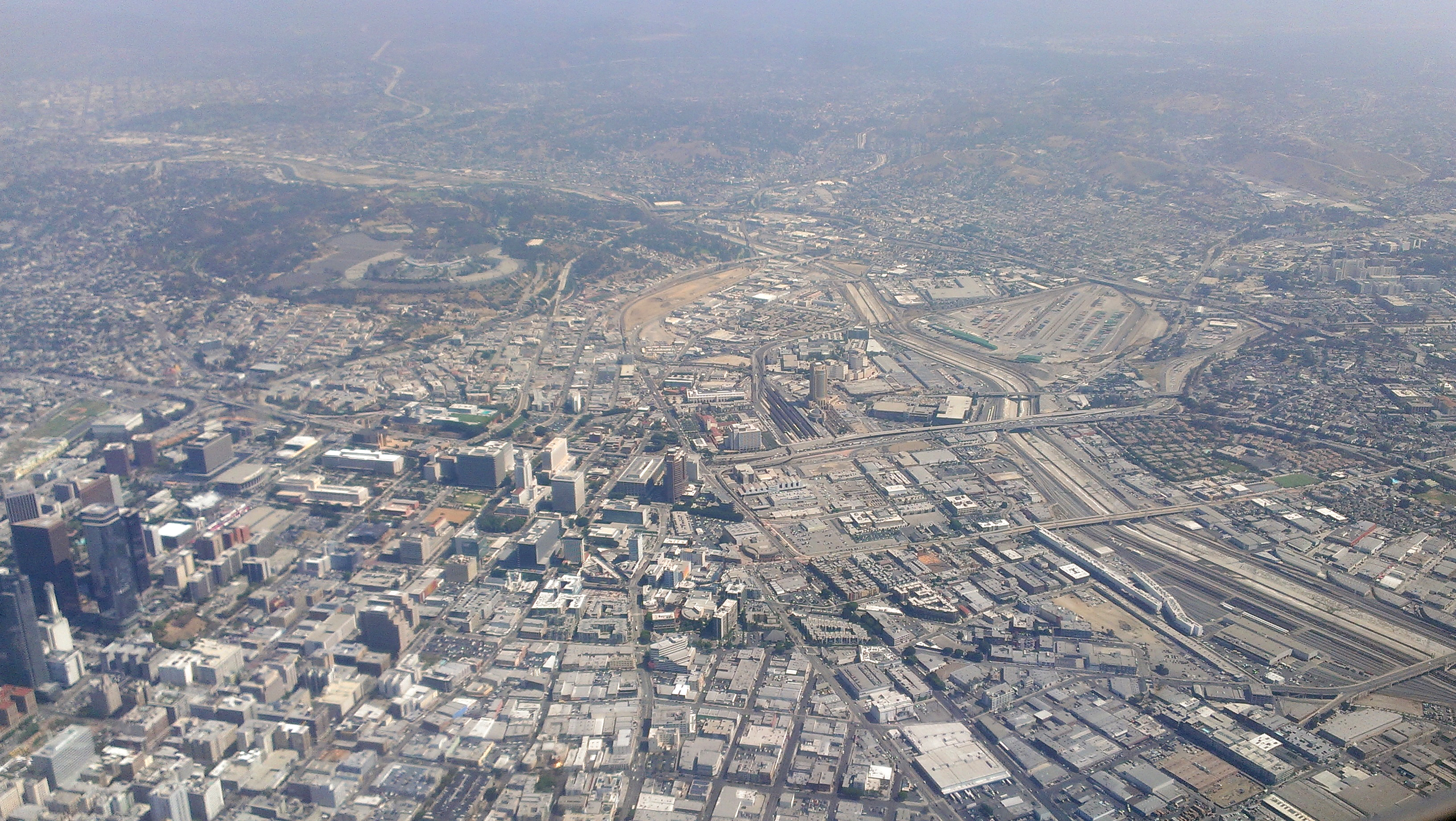
2014년 공중에서 바라본 유니언역 일대

유니언역은 앨라매다 가(Alameda Street), 세자르 차베스 애비뉴(Cesar Chavez Avenue), 빈스 가(Vignes Street), 할리우드 프리웨이(Hollywood Freeway)로 둘러싸여 있으며, 다운타운 로스앤젤레스의 북동쪽 기슭에 위치하고 있다. L.A.의 역사적인 올버라 가(Olvera Street)와 엘 푸에블로 데 로스앤젤레스 주립 역사 공원(El Pueblo de Los Angeles State Historic Park)의 앨라메다 가 맞은 편에 있다. 역사적인 터미널 별관 건물은 차베스 애비뉴 지하도 반대편에 있다. 가까운 거리에 차이나타운과 시민 센터가 있다.
유니언역 동쪽에 있는 팻사우라스 트랜싯 프라자(Patsaouras Transit Plaza)는 메트로 로컬, 메트로 래피드, 메트로 익스프레스 노선을 비롯하여 DASH 셔틀 버스, 여러 시영 버스 노선, 로스앤젤레스 국제공항행 플라이어웨이 익스프레스 버스 서비스, 서던캘리포니아 대학교 캠퍼스 셔틀이 지난다. 트랜싯 플라자는 전 RTD 이사회 회원이자 대중교통 지지자인 닉 팻사우라스(Nick Patsaouras)의 이름을 따서 명명되었다.
게이트웨이 대중교통 센터에는 Ehrenkrantz & Eckstut이 설계한 역사 자체와 팻사우라스 트랜싯 프라자가 있으며, 엘몬트 버스웨이의 서쪽 종점 및 메트로 본사 건물이 포함되어 있다.
암트랙과 메트로링크는 유니언역의 14개 야외 선로 중 12개를 공유하며, 90대의 평일 기차가 출발한다 (수요일 91대, 금요일 92대).

## 운행정보

### 암트랙

#### 암트랙 장거리 열차

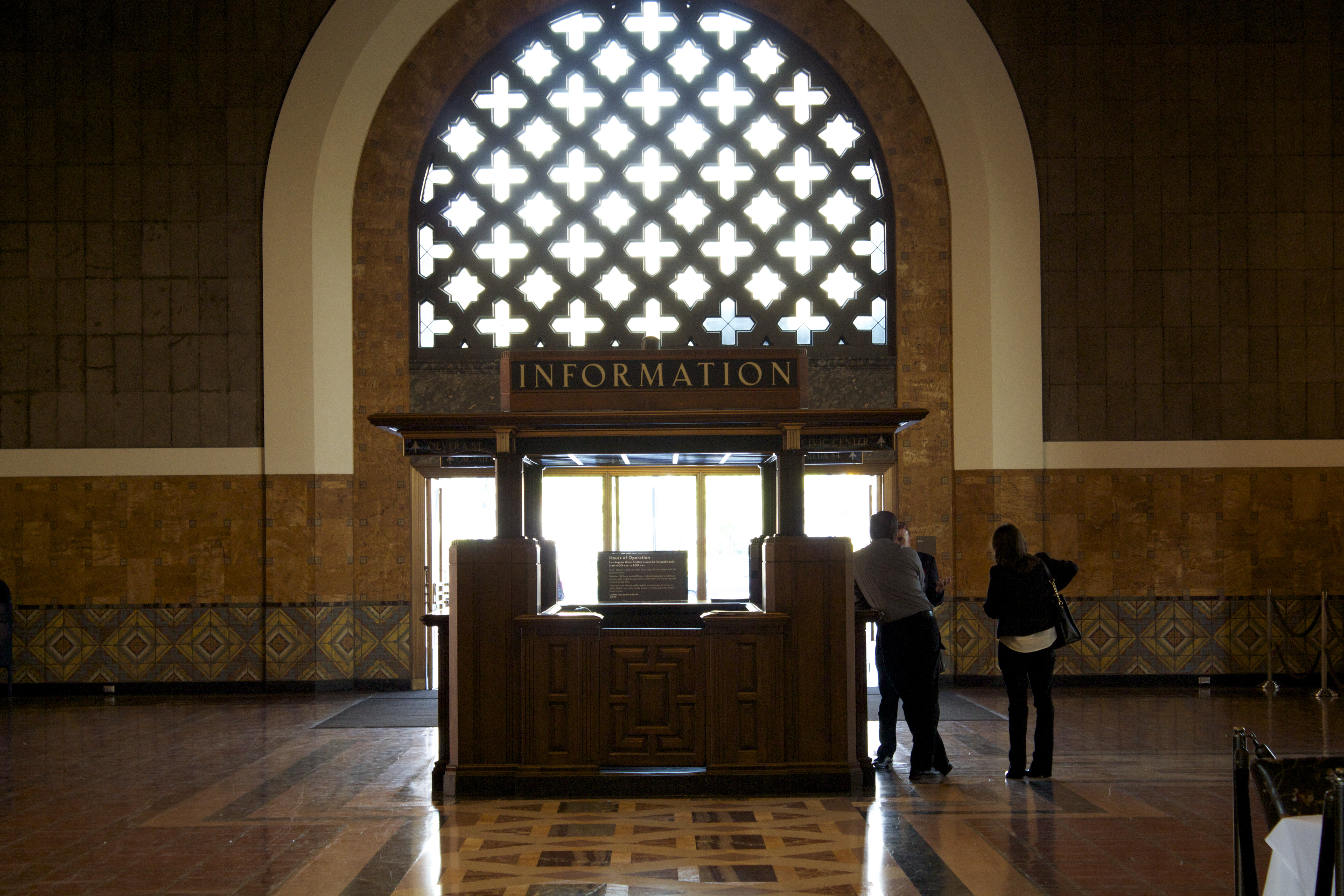
유니언역 정보 부스

암트랙은 로스앤젤레스에서 4개의 장거리 열차를 운행한다.
- 코스트 스타라이트 : 시애틀행 (1971년부터 운행)
- 사우스웨스트 치프 : 시카고행 (1971년부터 운행)
- 선셋 리미티드 : 뉴올리언스행 (1971년부터 운행)
- 텍사스 이글 : 샌안토니오-시카고행 (1982년부터 운행) 시카고행 차량은 샌안토니오행 "선셋 리미티드"의 일부로 이곳에서 열차가 갈라진다.

#### 암트랙 캘리포니아 지역열차
암트랙 캘리포니아는 주 전역에 걸쳐 매일 여러번 지역 철도 운행을 한다.
- 퍼시픽 서프라이너 : 샌디에고 ~ 로스앤젤레스 ~ 샌루이스오비스포
- 샌 호아킨 열차의 오클랜드 또는 새크라멘토행 연결은 암트랙 트루웨이 모터코치(Amtrak Thruway Motorcoach)로 운행한다. (아래참조)

### 메트로링크
이 역은 메트로링크의 주요 환승역으로, 7개 노선중 6개의 아래 노선이 운행된다.
- 앤텔로프 밸리선
- 리버사이드선
- 오렌지 카운티선
- 샌버너디노선
- 벤투라 카운티선
- 91선

### 메트로레일
3개의 메트로 레일 노선이 평일에 약 300대의 메트로 레일 열차가 운행되는 환승센터로 사용된다.

#### 메트로 B선/D선
메트로 B선과 메트로 D선의 지하철 노선은 유니언역을 동부 종착역으로 하며, 유니언역 아래에 궤도를 공유한다. 이 역에는 두 개의 출구가 있다 : 하나는 앨라매다 가(Alameda Street) 근처의 복합단지 서쪽에 있는 유니언역 메인 광장에 위치하고, 다른 하나는 복합단지 아래 동쪽에 있는 팻사우라스 트랜싯 프라자에 있다.

#### 메트로 L선
메트로 L선은 아즈사와 이스트 로스앤젤레스 간을 오가며 유니언역을 통과하는 경전철 노선이다. 열차는 유니언역 14개 선로중 외부의 1,2번을 사용한다. 승강장은 계단과 엘리베이터를 통해 주요 여객터널에서 접근할 수 있다. 승강장은 곧 2021년에 리저널 커넥터를 통해 아즈사행 A선을 수용하게 될 것이다.
이 승강장에는, 베스 틸렌이 만든 '공통성/자연과 움직임의 이미지(Images of Commonality/Nature and Movement)'라는 제목의 예술 설치물이 있다.

#### 갤러리

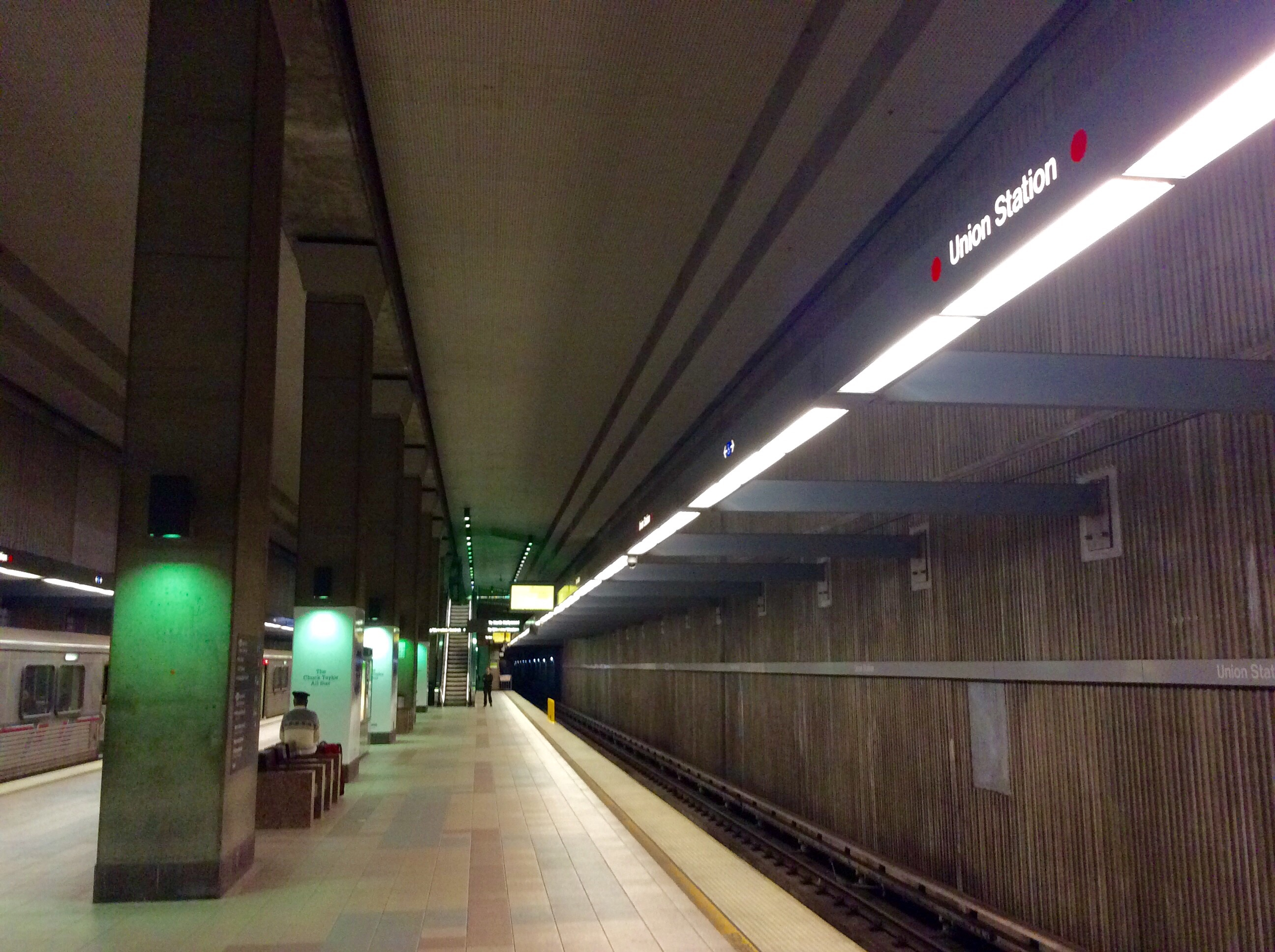
B선과 D선 승강장
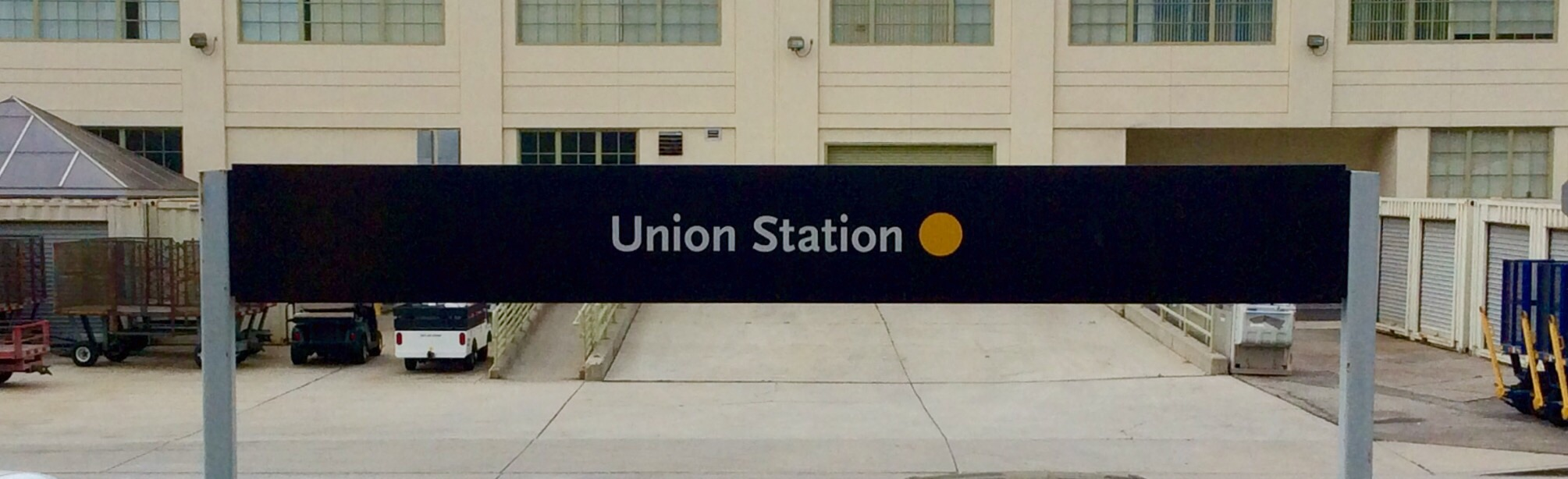
L선 역명판
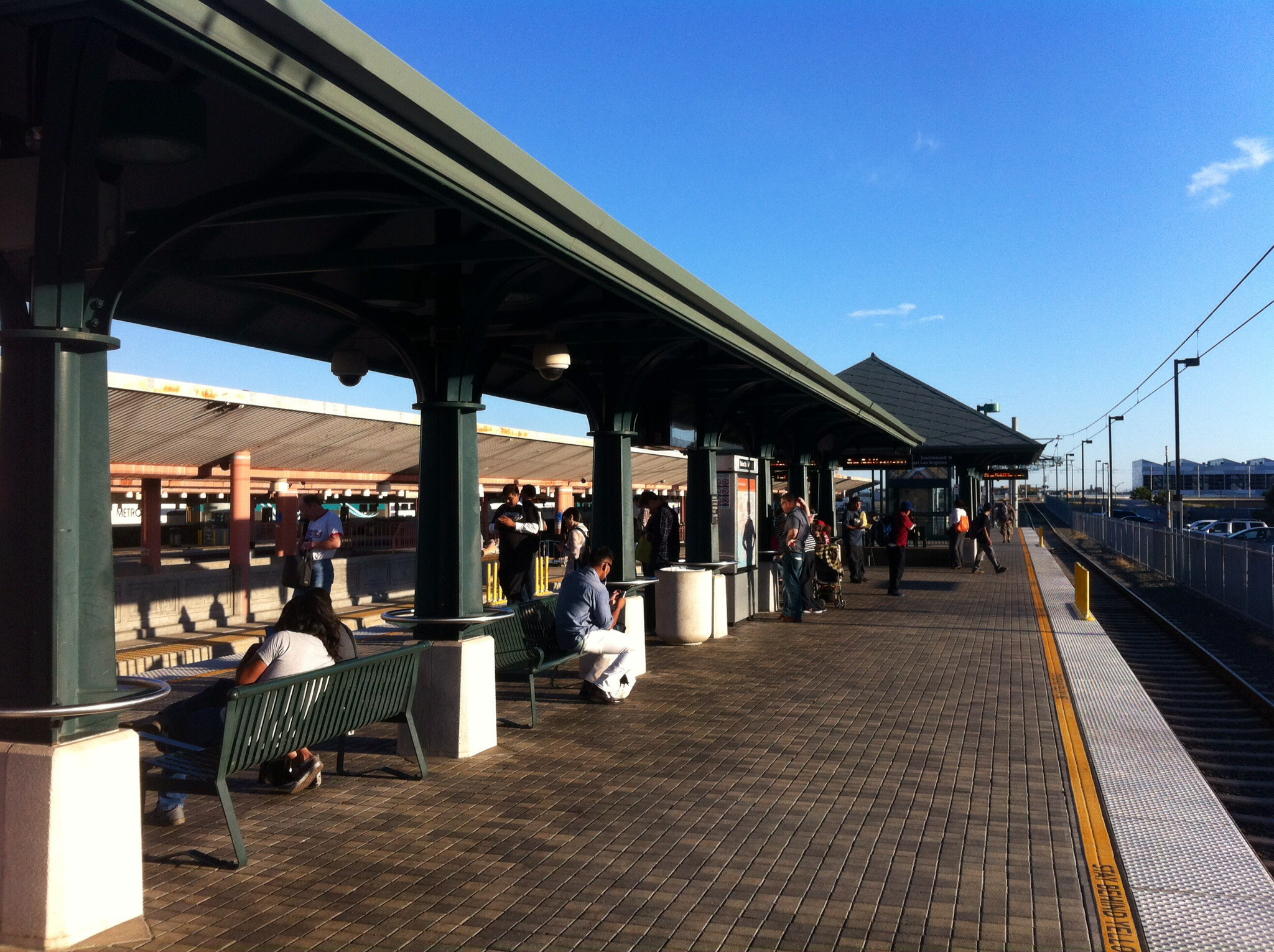
L선 승강장

### 메트로 버스웨이

#### 메트로 J선
메트로 버스웨이의 간선급행버스체계 노선 하나가 유니언역 밖에서 정차한다. 메트로 J선은 엘몬테 버스 정거장(El Monte Bus Station), 다운타운 로스앤젤레스, 하버 게이트웨이 트랜짓 센터(Harbor Gateway Transit Center) 사이에서 운영되며, 엘몬테 버스웨이(El Monte Busway)와 하버 트랜짓웨이(Harbor Transitway)를 통하여 산페드로로 가는 버스를 탈 수 있다. 메트로 J선은 알라메다가(Alameda Street)의 엘몬트 버스웨이 입구에서 역 남서쪽 모퉁이 인근에 정차한다.

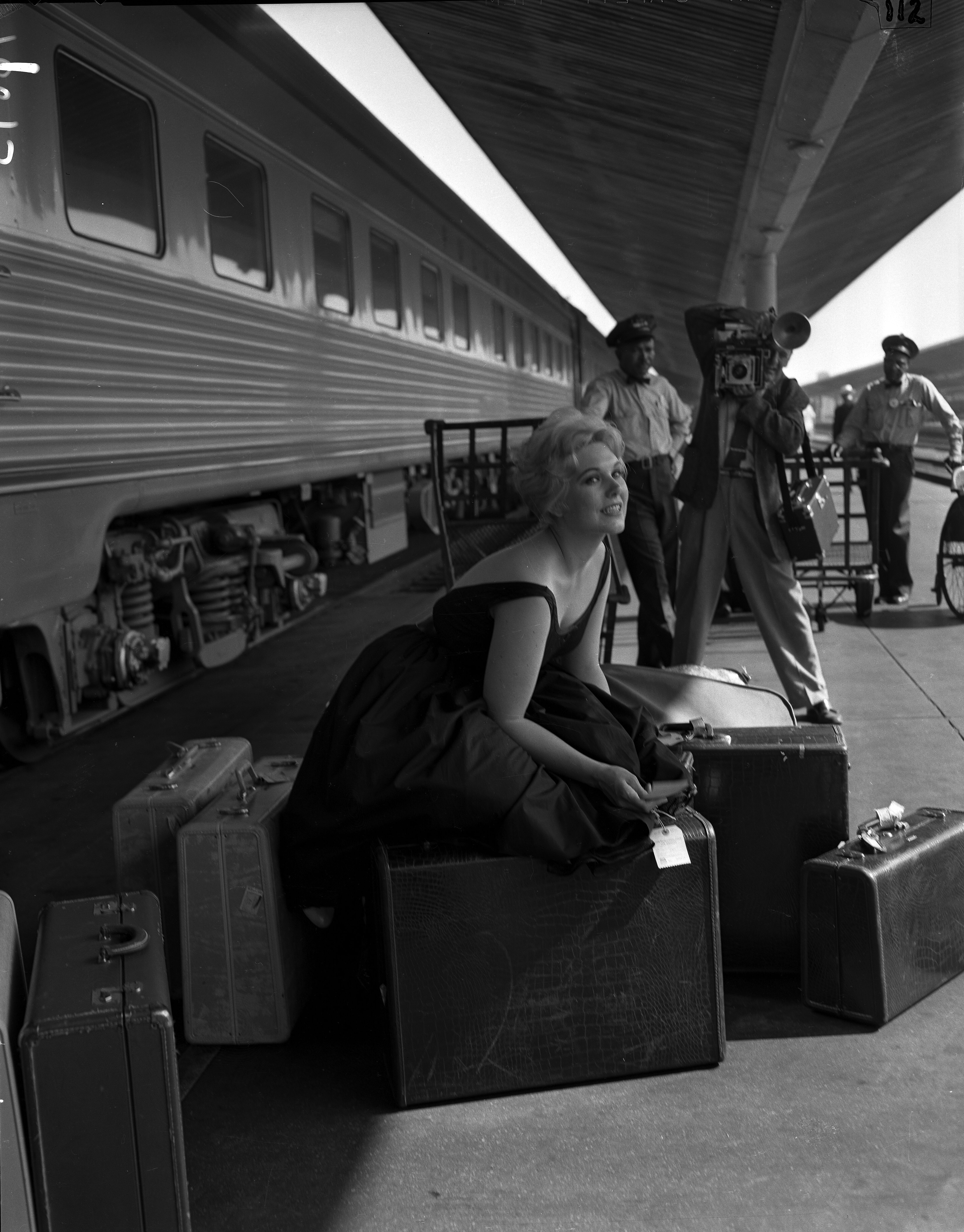
유니언역에서 배우 킴 노박 (1956년)

### 버스

#### 장거리 버스

##### 암트랙 트루웨이 모터코치

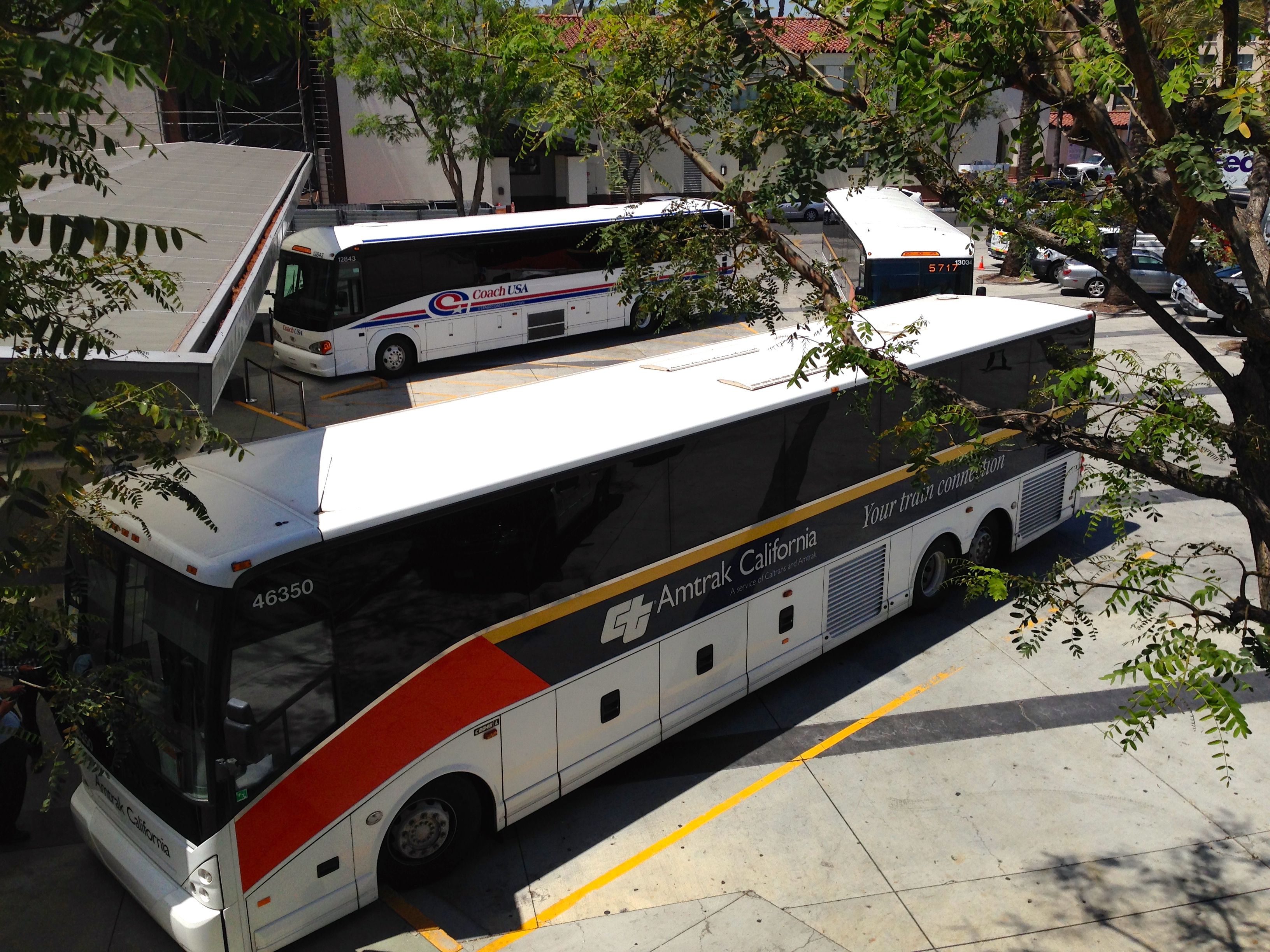
로스앤젤레스 유니언역 탑승 지역의 암트랙 트루웨이 모터코치 버스

암트랙 캘리포니아는 유니언역에서 암트랙 트루웨이 모터코치(Amtrak Thruway Motorcoach) 브랜드로 여러 역을 운영하며 역 북쪽에 전용 버스정거장을 사용한다.
샌와킨스 열차는 베이커스필드 암트랙 역을 왕복하는 1A & 1B 노선 버스를 통해 제공된다 (1B 노선은 롱비티 & 샌피드로에서 크루즈 터미널과 카탈리나 아일랜드 페리(Catalina Island ferries)를 이용할 수 있다.):
- 1A 노선: 베이커즈필드 - 로스앤젤레스
- 1B 노선: 베이커즈필드 - 로스앤젤레스 - 샌피드로

야간 사이에 열차가 운행되지 않을 경우 퍼시픽 서프라이너(샌타바버라, 샌디에이고 및 중간 역 선택정차) 샌와킨스(프레스노 및 중간역 선택정차)를 통한 여러 버스 노선이 제공된다.:
- 1A 노선: 베이커즈필드 - 로스앤젤레스 - 샌디에이고
- 1A 노선: 베이커즈필드 - 로스앤젤레스 - 샌타애나
- 1B 노선: 프레스노 - 베이커즈필드 - 로스앤젤레스
- 4 노선: 샌타바버라 - 로스앤젤레스

암트랙은 또한 유니언역에서 라스베이거스까지 트루웨이 모터코치 버스 노선을 제공한다.

##### 볼트버스
볼트버스(BoltBus)는 유니언역(모자이크 아파트 단지 근처)의 서쪽에 있는 버스 정류장에서 두 개의 장거리 버스 노선을 운영한다.:
- 로스앤젤레스 - 산호세 - 샌프란시스코 - 오클랜드
- 로스앤젤레스 - 라스베이거스

##### 캘리포니아 셔틀 버스
캘리포니아 셔틀 버스(California Shuttle Bus)는 유니언역에서 정차하지는 않지만 빈스가·라미레즈가의 모퉁이에 있는 팻사우라스 트랜짓 플라자 건너편 버스 정류장에서 샌프란시스코, 오클랜드, 산호세로 가는 버스가 지난다.

##### 메가버스
메가버스(Megabus)는 팻사우라스 트랜짓 플라자에서 Berth 1의 장거리 노선 3개를 운행한다.:
- M10 : 라스베이거스 행
- M11 : 오클랜드 - 샌프란시스코 행
- M12 : 산호세 - 샌프란시스코 행

#### 메트로 버스 및 기타 지자체 버스
팻사우라스 트랜싯 플라자(Patsaouras Transit Plaza)에서 정차하는 버스:
- 메트로 로컬: 33 (late nights only), 40
- 메트로 익스프레스: 442*
- 메트로 래피드: 704, 728, 733, 745
- 앤터로프 밸리 트랜싯 오소리티: 785*
- 시티오브커머스 시영버스: 시타델 아웃렛 익스프레스
- 시티오브샌타클래라 트랜싯: 794*
- LAX 플라이어웨이
- 푸트힐 트랜싯: 699*
- LADOT 커뮤터 익스프레스: 벙커힐 셔틀*, 431*, 534*
- LADOT DASH: D (평일 전용)
- 마운트 세인트 메리스 대학 셔틀*
- 오렌지군 교통국: 701*
- 서던 캘리포니아 대학교 셔틀: UPC, HSC, ICS

앨라미다 가 서쪽의 엘몬테 버스웨이 입구(유니언역 역사의 남서쪽 모퉁이)에 있는 버스 정류장에서 정차하는 버스:
- 메트로 버스웨이: 메트로 J선
- 메트로 익스프레스: 487, 489*
- 푸트힐 트랜싯: 실버 스트리크, 493*, 497*, 498*, 499*

세자르 차베스 애비뉴 & 빈스 가(역 북동쪽 기슭)의 버스 정류장에서 정차하는 버스:
- 메트로 로컬: 68, 70, 71, 76, 78, 79, 378*
- 메트로 래피드: 770
- LADOT DASH: 링컨헤이츠/차이나타운(Lincoln Heights/Chinatown)

앨라미다 가 & 로스앤젤레스 가(서쪽 입구 외부) 버스 정류장에서 정차하는 버스:
- 빅 블루 버스: Rapid 10
- LADOT DASH: B (평일 전용)
- 토런스 트랜싯: 4*

유니언역 서부(택시 승강장 및 모자이크 아파트 인근) 버스 정류장에서 정차하는 버스:
- 다저 스타디움 익스프레스 (야구 시즌 홈 경기 전용)

* 평일 출퇴근 시간에만 운행하는 통근 운행 버스를 가리킴.

## 역 구조
| 상부층 (1-2번 선로)  | 남행                                        | ← L선 애틀랜틱 방면 (리틀도쿄/아츠 디스트릭트) ← A선(계획) 다운타운 롱비치 방면 (리틀도쿄/아츠 디스트릭트) |
| 상부층 (1-2번 선로)  | 섬식 승강장, 왼쪽 출입문이 열림             | |
| 상부층 (1-2번 선로)  | 북행                                        | → L선 APU/시트러스 칼리지 방면 (차이나타운) → → A선(계획) APU/시트러스 칼리지 방면 (차이나타운) →          |
| 지상층 (3-14번 선로) | 동행                                        | → 91선 사우스 페리스 방면 (노워크/산타페스프링스) →                                                        |
| 지상층 (3-14번 선로) | 섬식 승강장, 왼쪽 또는 오른쪽 출입문이 열림 | |
| 지상층 (3-14번 선로) | 북행                                        | → 앤텔로프 밸리선 랭커스터 방면 (글린데일) →                                                               |
| 지상층 (3-14번 선로) | 남행                                        | → 오렌지 카운티선 오션사이드 (커머스) →                                                                    |
| 지상층 (3-14번 선로) | 섬식 승강장, 왼쪽 또는 오른쪽 출입문이 열림 | |
| 지상층 (3-14번 선로) | 동행                                        | → 리버사이드선 리버사이드 (몬테벨로/커머스) →                                                              |
| 지상층 (3-14번 선로) | 동행                                        | → 샌버너디노선 샌버너디노-다운타운 방면 (캘 스테이트 LA) →                                                 |
| 지상층 (3-14번 선로) | 섬식 승강장, 왼쪽 또는 오른쪽 출입문이 열림 | |
| 지상층 (3-14번 선로) | 북행                                        | → 벤투라 카운티선 이스트 벤투라 (글린데일) →                                                               |
| 지상층 (3-14번 선로) | 북행                                        | → 코스트 스타라이트 시애틀 방면(할리우드 버뱅크 공항) →                                                    |
| 지상층 (3-14번 선로) | 섬식 승강장, 왼쪽 또는 오른쪽 출입문이 열림 | |
| 지상층 (3-14번 선로) | 동행                                        | → 사우스웨스트 치프 시카고 방면 (풀러턴) →                                                                 |
| 지상층 (3-14번 선로) | 동행                                        | → 선셋 리미티드 뉴올리언스 (포모나) →                                                                      |
| 지상층 (3-14번 선로) | 섬식 승강장, 왼쪽 또는 오른쪽 출입문이 열림 | |
| 지상층 (3-14번 선로) | 동행                                        | → 텍사스 이글 샌안토니오 경유 시카고 방면 (포모나) →                                                       |
| 지상층 (3-14번 선로) | 북행                                        | → 퍼시픽 서프라이너 샌루이스오비스포 방면 (글렌데일) →                                                     |
| 지상층 (3-14번 선로) | 섬식 승강장, 왼쪽 또는 오른쪽 출입문이 열림 | |
| 지상층 (3-14번 선로) | 남행                                        | → 퍼시픽 서프라이너 샌디에이고 방면 (풀러턴) →                                                             |
| 보행통로             |                                             | 출구, 디켓 자동판매기, 개찰구, 팻사우라스 트랜짓 플라자                                                    |
| 보행통로             | 엘몬테 버스웨이/앨라미다가 (북행)           | ← J선 엘몬테역 방면 (LA 카운티+USC 매디컬 센터)                                                            |
| 보행통로             | 엘몬테 버스웨이/앨라미다가 (남행)           | J선 하버 게이트웨이 교통센터/퍼시픽/21번가 방면 (스프링/1st) →                                             |
| 지하층               | 북행/서행                                   | ← B선 노스할리우드 방면 (시빅센터/그랜드파크) ← D선 윌셔/웨스턴 방면 (시빅센터/그랜드파크)                 |
| 지하층               | 섬식 승강장, 왼쪽 또는 오른쪽 출입문이 열림 | |
| 지하층               | 북행/서행                                   | ← B선 노스할리우드 방면 (시빅센터/그랜드파크) ← D선 윌셔/웨스턴 방면 (시빅센터/그랜드파크)                 |

## 인접역
| 암트랙                                     | 암트랙                  | 암트랙                                |
| ------------------------------------------ | ----------------------- | ------------------------------------- |
| 할리우드 버뱅크 공항 시애틀 방면           | 코스트 스타라이트       | 시·종착역                             |
| 글렌데일 샌루이스오비스포 방면             | 퍼시픽 서프라이너       | 풀러턴 샌디에이고 방면                |
| 시·종착역                                  | 사우스웨스트 치프       | 풀러턴 시카고 방면                    |
| 시·종착역                                  | 선셋 리미티드           | 포모나 뉴올리언스                     |
| 시·종착역                                  | 텍사스 이글             | 포모나 시카고 방면                    |
| 메트로링크                                 |                         |                                       |
| 시·종착역                                  | 91/페리스 밸리선        | 노워크/산타페스프링스 사우스 페리스   |
| 시·종착역                                  | 오렌지 카운티선         | 커머스 오션사이드                     |
| 시·종착역                                  | 리버사이드선            | 몬테벨로/커머스 리버사이드-다운타운   |
| 시·종착역                                  | 샌버너디노선            | 캘스테이트LA 샌버너디노-다운타운 방면 |
| 시·종착역                                  | 앤텔로프 밸리선         | 글린데일 랭커스터 방면                |
| 글린데일 이스트 벤투라 방면                | 벤투라 카운티선         | 시·종착역                             |
| 메트로레일                                 |                         |                                       |
| 시빅센터/그랜드파크 노스할리우드           | 로스앤젤레스 메트로 B선 | 시·종착역                             |
| 시빅센터/그랜드파크 윌셔/웨스턴 방면       | 로스앤젤레스 메트로 D선 | 시·종착역                             |
| 리틀도쿄/아츠 디스트릭트 애틀랜틱          | 로스앤젤레스 메트로 L선 | 차이나타운 APU/시트러스 칼리지 방면   |
| 메트로라이너                               |                         |                                       |
| 시빅센터/그랜드파크 다운타운 샌피드로 방면 | 로스앤젤레스 메트로 J선 | LA 카운티+USC 매디컬 센터 엘몬테 방면 |

## 같이 보기
- 로스앤젤레스 메트로 레일
- 로스앤젤레스군 교통국